# Élections législatives de 2012 en Nouvelle-Calédonie
Les élections législatives françaises de 2012 se déroulent les 10 et 17 juin. Dans la collectivité de Nouvelle-Calédonie, non concernée par le redécoupage électoral, deux députés sont à élire dans le cadre de deux circonscriptions.

## Élus
| Circonscription | Député sortant | Parti | Parti | Député élu ou réélu | Parti | Parti |
| --------------- | -------------- | ----- | ----- | ------------------- | ----- | ----- |
| 1re             | Gaël Yanno     |       | R-UMP | Sonia Lagarde       |       | CE    |
| 2e              | Pierre Frogier |       | R-UMP | Philippe Gomès      |       | CE    |

1. ↑  Son siège est néanmoins vacant depuis son élection au Sénat en septembre 2011.

## Campagne

### Anti-indépendantistes

#### Rassemblement-UMP et Avenir ensemble
Le Rassemblement-UMP et L'Avenir ensemble présentent des candidatures communes, avec l'investiture nationale de l'UMP. Les titulaires, tous deux issus du Rassemblement-UMP, sont désignés dès le 22 octobre 2011 : le sortant Gaël Yanno dans la 1re circonscription, le maire du Mont-Dore Éric Gay dans la 2e avec une suppléante de L'Avenir ensemble (Armande Duraisin). Gaël Yanno prend pour sa part comme suppléant, annoncé le 6 avril 2012, un de ses collaborateurs à la mairie de Nouméa et jeune Kanak (31 ans) originaire de Maré ayant grandi dans le quartier difficile de Rivière-Salée, Shonu Wayaridri.

#### Calédonie ensemble
Le conseil politique de Calédonie ensemble propose le 24 mars 2012 comme candidats Sonia Lagarde et Philippe Gomès, avec comme suppléants Hélène Iekawé et Gérard Poadja respectivement. Une équipe de campagne est également constituée à cette occasion dans la 1re circonscription, avec Philippe Dunoyer comme porte-parole et Frédéric de Greslan et Évelyne Lèques comme coprésidents du comité de soutien. Le parti veut faire des élections législatives un « référendum » pour ou contre la politique menée depuis 2011 par la nouvelle majorité locale formée du côté anti-indépendantiste par le Rassemblement-UMP et L'Avenir ensemble et du côté indépendantiste par l'UC, le RDO, la DUS, le Parti travailliste et l'UC-R. La campagne du parti se fait dans un contexte particulier, avec le lancement le 28 mars 2012 d'un procès contre Philippe Gomès pour « prise illégale d'intérêt et abus de biens sociaux », qui conclut le 7 mai suivant à une condamnation à une peine de cinq mois de prison avec sursis et 2 millions d'amende pour le premier chef d'inculpation (et pour lequel il fait appel) et à un acquittement pour le second.
Les candidats de Calédonie ensemble sont également soutenus par le Mouvement de la diversité (LMD) de Simon Loueckhote et l'Union pour un destin calédonien (UDC) de Nathalie Brizard et Corine David.

#### Rassemblement pour la Calédonie
Le comité directeur du Rassemblement pour la Calédonie (RPC) décide le 20 mars 2012 de présenter des candidats dans les deux circonscriptions, dont Isabelle Lafleur, nouvelle présidente du parti et fille de son fondateur et ancien homme fort de la politique locale Jacques Lafleur décédé l'année précédente, dans la 1re circonscription. Elle présente le 18 avril 2012 son suppléant : Amy Wahéo, enseignant originaire de Maré et ancien conseiller RPCR de la Région des Îles Loyauté et du Congrès du Territoire du 29 avril 1988 au 11 juin 1989.
Le 4 mai 2012, les candidats dans la 2e circonscription sont présentés : le titulaire est Cédrik Sangarné, 35 ans, directeur d'école primaire publique à Nouméa et originaire de Ouaco, et sa suppléante est Gisèle Martin, responsable du Lions Clubs Nouvelle-Calédonie Nord, ancienne dirigeante de la section RPCR de Koumac et élue à l'Assemblée de la Province Nord de 2004 à 2009.

#### Front national
Lors d'une réunion de soutien à la candidature présidentielle de Marine Le Pen à Nouméa le 11 avril 2012, la secrétaire fédérale du Front national en Nouvelle-Calédonie, Bianca Hénin, confirme sa candidature dans la 2e circonscription. Son suppléant est Patrice Peyrolle-Drayton. Après avoir annoncé dans un premier temps ne présenter personne dans la 1re, le nom de Pierre Aubé (ancien vice-président de la fédération de la faune et de la chasse en Nouvelle-Calédonie et professeur de l'enseignement technique à la retraite, ancien adjoint au maire de Coutances dans les années 1970) est finalement avancé, avec pour suppléant Stéphane Chipault (qui était président du comité de soutien « Marine 2012 » en Nouvelle-Calédonie pour l'élection présidentielle).

#### Candidature retirée
Le 5 mai 2012, Paul Wéma annonce sa candidature sans étiquette comme divers anti-indépendantiste. Ingénieur des mines et fils de Delin Wéma (ancien proche du sénateur Dick Ukeiwé qui fut ministre territorial et élu RPCR puis DECA au Congrès dans les années 1980 et 1990), il dit vouloir moderniser la coutume, promouvoir une « Nouvelle-Calédonie émancipée dans la France » et fédérer les grands opérateurs métallurgiques pour qu’ils mutualisent leurs importations et leurs exportations. Il ne fait toutefois pas partie des 13 candidats retenus officiellement au soir du 18 mai 2012.

### Indépendantistes
Les différentes composantes du Front de libération nationale kanak et socialiste (FLNKS), mais aussi la Dynamik unitaire Sud (DUS), le Parti travailliste et les mouvements Libération kanak socialiste (LKS) et Unir et construire dans le renouveau (UC-R), appellent à des candidatures communes indépendantistes dans les deux circonscriptions. Mais les tensions restent importantes entre l'Union calédonienne (UC) alliée au Rassemblement démocratique océanien (RDO), à la DUS, au Parti travailliste et à l'UC-R d'une part, et le Parti de libération kanak (Palika), allié à l'Union progressiste en Mélanésie (UPM) et au LKS d'autre part, au sujet de la majorité formée depuis un an localement entre les premiers et les anti-indépendantistes du Rassemblement-UMP et de L'Avenir ensemble.
Après plusieurs réunions infructueuses, le bureau politique du FLNKS présente le 11 mai 2011 les candidats unitaires dans les deux circonscriptions :
- dans la 1re : Robert Xowie (UC, ancien président de l'Assemblée de la Province des îles Loyauté de 1999 à 2004 et ancien maire de Lifou de 1995 à 2001) ; suppléant : Louis Mapou (UNI-Palika, directeur général de la Sofinor depuis 2005, ancien conseiller municipal de Païta de 1995 à 2001, tête de liste d'« Ouverture citoyenne » aux élections provinciales de 2009).
- dans la 2e : Jean-Pierre Djaïwé (UNI-Palika, 1er vice-président de l'Assemblée de la Province Nord de 1999 à 2009 et depuis 2011, président du groupe UNI au Congrès depuis 2004 et 1er adjoint au maire de Hienghène depuis 2001) ; Caroline Machoro (UC, présidente du groupe FLNKS et 2e vice-présidente du Congrès depuis 2011, conseillère municipale de Houaïlou depuis 2001).

### Divers

#### Partis de gauche nationale
Pour la première fois depuis 1981, deux candidats représentent des partis nationaux de gauche dans la première circonscription indépendamment des formations indépendantistes locales : 
- la section locale du Parti socialiste (PS) annonce le 14 mai 2012 la candidature de son premier secrétaire, le docteur Michel Jorda, avec pour suppléante Marie-Paule Robert, ancienne responsable du centre de traitement des violences conjugales. S'inscrivant dans la continuité de l'organisation de la primaire présidentielle socialiste de 2011 (menée conjointement avec le Palika) et du comité de soutien local à la campagne de François Hollande (réunissant l'ensemble des mouvements indépendantistes), il estime notamment que « dans la première circonscription, et singulièrement à Nouméa, il y a tout un électorat qui se reconnaît dans les valeurs de la gauche sans pour autant être indépendantiste ». Dans la 2e circonscription, le PS néo-calédonien apporte son soutien au candidat du FLNKS (et membre du Palika) Jean-Pierre Djaïwé, « parce qu'il est de gauche, pas parce qu'il est indépendantiste »[5].
- le Front de gauche, qui a commencé à se structurer en Nouvelle-Calédonie durant la campagne de l'élection présidentielle pour soutenir Jean-Luc Mélenchon (qui a recueilli localement 3,28 % des suffrages au premier tour), avance également un nom aux élections législatives, connu uniquement lors de la publication officielle des candidatures le 18 mai 2012. Il s'agit de Richard Sio, employé à la mairie de Nouméa et président de l'Union générale des parents d'élèves (de tendance indépendantiste), avec pour suppléante Agnès Mathevon, responsable opérationnelle de l'association de défense des droits des homosexuels « Homo-Sphère » et ancienne présidente du comité de soutien local de Jean-Luc Mélenchon.

#### « Accordiste »
Stéphane Hénocque, biologiste (et ancien enseignant) spécialisé dans les questions environnementales et assistant du directeur du programme interprovincial « Forêt sèche », annonce très tôt sa candidature, dès octobre 2011. Président fondateur depuis 2008 de l'association « Convergence pays » (qui déclare s'inscrire « pleinement dans le processus de l'Accord de Nouméa » pour « œuvrer à la construction de notre pays » avec pour valeurs « le respect, la tolérance, la solidarité, la justice, la laïcité » et dans le but de construire une « société pluriculturelle » et une identité néo-calédonienne commune, un « développement durable » et une « meilleure gouvernance »), ainsi que trésorier depuis sa création en 2010 du Collectif pour un drapeau commun, il se présente comme « apolitique » et dénonce ce qu'il appelle la « corruption » des dirigeants politiques (citant tout particulièrement les « partis historiques comme l'UC ou le RPCR » qu'il compare à « des plaies »). Il présente le 15 mai 2012 son suppléant : Seleone Tuulaki du Parti socialiste, ingénieur, membre du comité de soutien néo-calédonien à François Hollande pour l'élection présidentielle, ancien secrétaire général du Rassemblement océanien pour une Calédonie plurielle (ROC Plurielle), parti politique représentant la communauté wallisienne et futunienne appelant au rapprochement entre Polynésiens et Mélanésiens.

## Résultats

### Analyse
Au soir du premier tour, la mobilisation a été faible dans l'archipel, les chiffres oscillant entre 46 et 50 % de participation. Dans la 1re circonscription, Gaël Yanno est en tête avec 30,96 % et Sonia Lagarde le seconde avec 26,76 %. Dans la 2e circonscription, Éric Gay avec 20,2 % des votes est éliminé. C'est le candidat indépendantiste qui arrive premier avec 36,20 % des voix suivi par Philippe Gomès à 32,96 %.

### Résultats à l'échelle de la collectivité
| Parti          | Parti                             | Premier tour | Premier tour | Second tour | Second tour | Sièges |  |
| Parti          | Parti                             | Voix         | %            | Voix        | %           | Sièges |  |
| -------------- | --------------------------------- | ------------ | ------------ | ----------- | ----------- | ------ |  |
|                | Calédonie ensemble                | 23 874       | 30,2         | 45 735      | 53,06       | 2      |  |
|                | Union pour un mouvement populaire | 19 693       | 24,91        | 14 811      | 17,18       | 0      |  |
|                | Divers droite                     | 5 890        | 7,45         |             |             | 0      |  |
|                | Front national                    | 4 277        | 5,41         | 0           |             |        |  |
|                | Divers                            | 1 616        | 2,04         | 0           |             |        |  |
|                | Loyalistes                        | 55 350       | 70,02        | 60 546      | 70,24       | 2      |  |
|                |                                   |              |              |             |             |        |  |
|                | Union calédonienne                | 21 795       | 27,57        | 25 648      | 29,76       | 0      |  |
|                | Parti socialiste                  | 1 272        | 1,61         |             |             | 0      |  |
|                | Front de gauche                   | 627          | 0,79         | 0           |             |        |  |
|                | Indépendantistes                  | 23 694       | 29,98        | 25 648      | 29,76       | 0      |  |
|                |                                   |              |              |             |             |        |  |
| Inscrits       | Inscrits                          | 165 826      | 100,00       | 165 748     | 100,00      | 2      |  |
| Abstentions    | Abstentions                       | 85 139       | 51,34        | 74 918      | 45,2        |        |  |
| Votants        | Votants                           | 80 687       | 48,66        | 90 830      | 54,8        |        |  |
| Blancs et nuls | Blancs et nuls                    | 1 643        | 2,04         | 4 636       | 5,1         |        |  |
| Exprimés       | Exprimés                          | 79 044       | 97,96        | 86 194      | 94,9        |        |  |

### Résultats par circonscription

#### Première circonscription (Nouméa - Îles Loyauté)
| Candidat       | Candidat           | Parti               | Premier tour | Premier tour | Second tour | Second tour |  |
| Candidat       | Candidat           | Parti               | Voix         | %            | Voix        | %           |  |
| -------------- | ------------------ | ------------------- | ------------ | ------------ | ----------- | ----------- |  |
|                | Gaël Yanno sortant | UMP                 | 10 880       | 30,96        | 14 811      | 46,07       |  |
|                | Sonia Lagarde élue | CE                  | 9 405        | 26,76        | 17 340      | 53,93       |  |
|                | Robert Xowie       | UC                  | 5 905        | 16,8         |             |             |  |
|                | Isabelle Lafleur   | Divers droite (RPC) | 3 697        | 10,52        |             |             |  |
|                | Pierre Aube        | FN                  | 1 743        | 4,96         |             |             |  |
|                | Stéphane Henocque  | Divers              | 1 616        | 4,6          |             |             |  |
|                | Michel Jorda       | PS                  | 1 272        | 3,62         |             |             |  |
|                | Richard Sio        | PCF (FG)            | 627          | 1,78         |             |             |  |
|                |                    |                     |              |              |             |             |  |
| Inscrits       | Inscrits           | Inscrits            | 76 453       | 100,00       | 76 406      | 100,00      |  |
| Abstentions    | Abstentions        | Abstentions         | 40 688       | 53,22        | 41 333      | 54,1        |  |
| Votants        | Votants            | Votants             | 35 765       | 46,78        | 35 073      | 45,9        |  |
| Blancs et nuls | Blancs et nuls     | Blancs et nuls      | 620          | 1,73         | 2 922       | 8,33        |  |
| Exprimés       | Exprimés           | Exprimés            | 35 145       | 98,27        | 32 151      | 91,67       |  |

#### Deuxième circonscription (Grande Terre)
| Candidat       | Candidat           | Parti               | Premier tour | Premier tour | Second tour | Second tour |  |
| Candidat       | Candidat           | Parti               | Voix         | %            | Voix        | %           |  |
| -------------- | ------------------ | ------------------- | ------------ | ------------ | ----------- | ----------- |  |
|                | Jean-Pierre Djaïwé | UC                  | 15 890       | 36,2         | 25 644      | 47,45       |  |
|                | Philippe Gomès élu | CE                  | 14 470       | 32,96        | 28 398      | 52,55       |  |
|                | Éric Gay           | UMP                 | 8 814        | 20,08        |             |             |  |
|                | Bianca Hénin       | FN                  | 2 534        | 5,77         |             |             |  |
|                | Cédrik Sangarne    | Divers droite (RPC) | 2 193        | 5            |             |             |  |
|                |                    |                     |              |              |             |             |  |
| Inscrits       | Inscrits           | Inscrits            | 89 323       | 100,00       | 89 311      | 100,00      |  |
| Abstentions    | Abstentions        | Abstentions         | 44 413       | 49,72        | 33 571      | 37,59       |  |
| Votants        | Votants            | Votants             | 44 910       | 50,28        | 55 740      | 62,41       |  |
| Blancs et nuls | Blancs et nuls     | Blancs et nuls      | 1 009        | 2,25         | 1 698       | 3,05        |  |
| Exprimés       | Exprimés           | Exprimés            | 43 901       | 97,75        | 54 042      | 96,95       |  |